# Henk Mariman
Henk Mariman is een gewezen Belgische voetballer. Hij speelde als doelman gedurende zijn carrière, die hij reeds vroeg moest beëindigen wegens een knieblessure. Daarna werd hij voetbaltrainer- en bestuurder.

## Carrière als voetballer
Mariman was als jongeman actief als doelman bij bescheiden clubs als FC Eksaarde. Nog voor zijn twintigste verjaardag moest hij zijn carrière stopzetten wegens een knieblessure. Daarom ging hij aan de slag als jeugdtrainer en volgde hij trainerscursussen in Nederland.

## Carrière als trainer
Als trainer van de scholieren van SK Gerda werd hij opgemerkt door voetbalcoach Paul Put. Mariman werd vervolgens assistent van Put bij Sint-Niklase SK. Nadien was Mariman actief bij KSC Lokeren als scout en trainer van U15 en U17. In 2000 maakte hij de overstap naar Germinal Beerschot. Bij die laatste club leerde hij Urbain Haesaert kennen. Toen die in 2004 naar AFC Ajax overstapte, werd Henk Mariman hoofd opleiding van de club. De jeugopleiding van Germinal Beerschot was zeer succesvol. Talenten als Jan Vertonghen, Moussa Dembele, Radjan Naingolan, Toby Alderweireld, Thomas Vermaelen kenden hun opleiding in de Antwerpse club.
Sinds 1995 organiseert hij jaarlijks de trainersdag. Deze bijscholingsdag voor coaches is al jaren een begrip in België. Mariman is ook redacteur bij het vakblad 'De Voetbaltrainer' in Nederland.

## Carrière als bestuurder
In mei 2007 verhuisde Mariman naar Club Brugge, waar hij hoofd jeugdopleidingen werd en de Club Academy leidde. De Club Academy haalde in de doorlichting van Dexia Foot Pass de hoogste onderscheiding (5 sterren plus)
In januari 2011 volgde hij de ontslagen Luc Devroe op als sportmanager. Op 23 mei 2012 beëindigde Mariman in onderling akkoord zijn overeenkomst met Club Brugge. Hij nam een sabbatical en bezocht de beste jeugdopleidingen in Europa. Na een lange research periode bracht hij in 2014 een nieuwe versie van 'De Voetbalmethode' uit. Deze boekenreeks bestaat uit 5 ebooks en 4 praktijkboeken.
Van 2013 tot 2019 stelde Mariman zijn diensten ter beschikking van Double Pass, een privé-bedrijf dat data-analyses maakt van spelers.
In mei 2019 trok Mariman naar Oud-Heverlee Leuven waar hij eerst twee jaar de jeugdafdeling leidde. In de twee jaren daarop combineerde hij die job met die van Sportief Directeur (Head of Football Affairs).
In januari 2024 haalde RSC Anderlecht hem naar het Astridpark. Hij is er als Head of Football verantwoordelijk voor de technische werking in alle leeftijdscategorieën, samen met Peter Verbeke.

## Schrijver
In 2005 bracht Mariman de succesvolle boekenreeks De Voetbalmethode uit. De reeks verscheen in het Nederlands en het Engels en delen van de boekenreeks zijn ook in het Russisch vertaald.